# Dhundiraj Govind Phalke
Dhundiraj Govind Phalke, popularmente conocido como Dadasaheb Phalke (en maratí: दादासाहेब फाळके)  (30 de abril de 1870 - 16 de febrero de 1944) fue un productor, director y guionista de cine indio, considerado el padre del cine de la India. Empezando con su ópera prima, Raja Harishchandra (1913), basada en la vida de Jarischandra según el Mahabharata y el Ramayana y conocida en la actualidad como el primer largometraje indio, produjo 95 películas y 26 cortometrajes en su carrera de 19 años hasta 1937. Entre sus trabajos más notables se encuentran Mohini Bhasmasur (1913), Satyavan Savitri (1914), Lanka Dahan (1917), Shri Krishna Janam (1918) y Kaliya Madan (1919).
El Gobierno de la India instituyó en su honor el Premio Dadasaheb Phalke en 1969 que, en la actualidad, es el mayor premio en el cine de la India. Es otorgado por la contribución al cine durante toda una vida.

## Biografía

### Primeros años y educación
Dhundiraj Govind Phalke nació el 30 de abril de 1870 en Trimbakeshwar, a 30 km de Nashik (India), donde su padre era un profesor de sánscrito.
En 1885, se inscribió en la Escuela de arte Sir J. J. en Bombay. Tras terminar el curso en 1890, Phalke fue al Kala Bhavan en Vadodara, donde estudió escultura, diseño industrial, pintura y fotografía.

### Inicio de su carrera
Phalke comenzó su carrera como un fotógrafo de un pueblo pequeño en Godhra, pero debió abandonar el negocio tras la muerte de su primera esposa e hijo en un brote de peste bubónica. Al poco tiempo, conoció al mago alemán Carl Hertz, uno de los 40 magos empleados por los Hermanos Lumière. 
Poco después, tuvo la oportunidad de trabajar en una expedición arqueológica de India como un dibujante. Luego, volvió al empleo de las impresiones, especializándose en las litografías y en las oleografías. Primero, trabajó para el pintor Ravi Varmâ y, luego, empezó su propia empresa e hizo su primer viaje al extranjero a Alemania para aprender sobre los últimos avances tecnológicos y máquinas disponibles.

## Cine

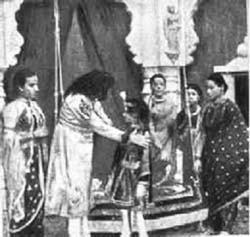
Raja Harishchandra (1913), película dirigida por Dadasaheb Phalke.

Tras una disputa con sus socios sobre el manejo de la empresa, abandonó la impresión y se dedicó a la cinematografía tras ver una película muda, La vida de Cristo, e imaginar dioses hindúes en la pantalla. Produjo su primera película, Raja Harishchandra, en 1912, la cual fue mostrada en público por primera vez el 3 de mayo de 1913 en el Coronation Cinema de Bombay. Esta película marcó en efecto el inicio de la industria cinematográfica de la India. Alrededor de un año antes, Ramchandra Gopal (conocido como Dadasaheb Torne) había presentado su película Pundalik en la misma sala; sin embargo, el crédito de haber producido el primer largometraje indio es atribuido a Dadasaheb Phalke.

## Selección de filmografía
- Raja Harishchandra (1913)
- Shri Krishna Janma (1918)
- Kaliya Mardan (1919)
- Setu Bandhan (1923)
- Gangavataran (1937)